# Hans Eworth
Hans Eworth ou Hans Ewouts (c. 1520 a 1574) foi um pintor flamengo que trabalhou na Inglaterra no século XVI. Junto com outros flamengos exilados, fez carreira na Londres dos Tudors pintando imagens alegóricas e retratos dos donos de terras e da nobreza. Cerca de 40 pinturas são atualmente atribuídas a Eworth, entre elas retratos de Maria I e Isabel I. Eworth também fez trabalhos comissionados de decoração para o Escritório das Festividades de Isabel I na década de 1570.

## Carreira

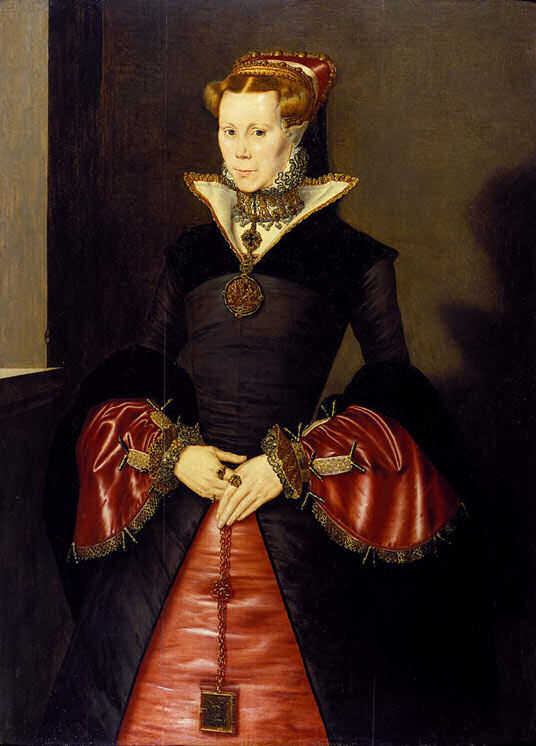
Retrato de uma senhora desconhecida, primeiramente nomeado Mary I (Possivelmente Dama Jane Dormer ou a Dama Jane Grey), c. 1550–55

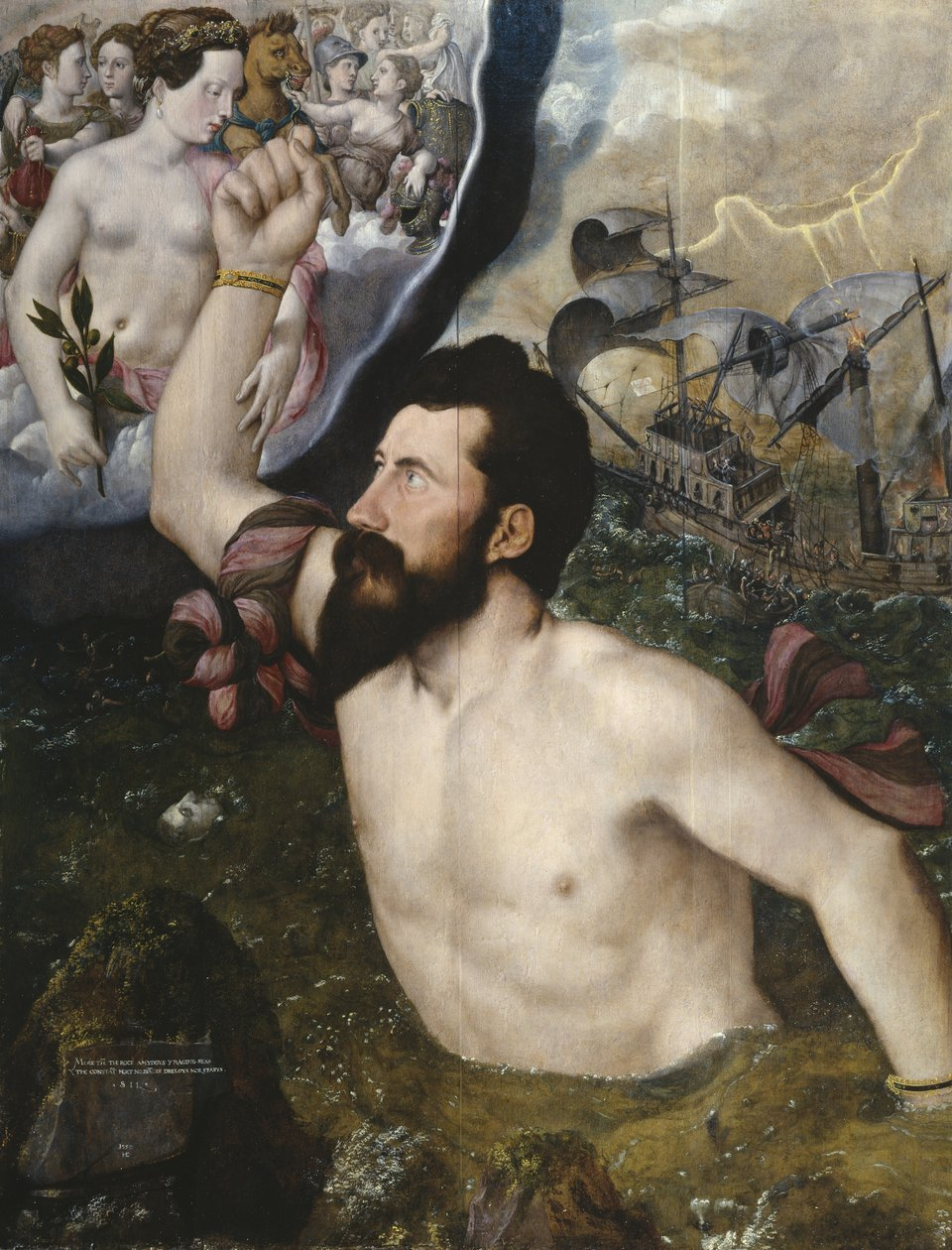
Retrato alegórico de John Luttrell, 1550, óleo sobre painel

Nada se sabe do início do treinamento de Eworth. Como "Jan Euworts", ele é relembrado como um homem livre na Guilda de São Lucas na Antuérpia de 1540. Um "Jan e Nicholas Ewouts, pintor e mercador" foi expulso da Antuérpia por heresia em 1544 e estudiosos geralmente aceitam que este Jan e Hans são a mesma pessoa. Em 1545 já era morador de Londres, onde ele é decentemente documentado (sob uma grande variedade de grafias) até 1549.
Os mais antigos trabalhos de Eworth que ainda sobrevivem datam de 1549 a 1550. Eles incluem o retrato alegórico de John Luttrell onde a deusa Pax comemora as façanhas militares de Luttrell e o Tratado de Bolonha (24 de março de 1550) que finalmente trouxe a paz entre a Inglaterra, Escócia e França depois de longas guerras entre os países. O original, assinado com o monograma de Eworth, "HE", foi doado para o Instituto de Arte Courtauld pelo Lorde Lee de Farnham em 1932. A pintura estava em condição "muito danificada" quando foi doada ao instituto, embora tenha sido conservada e restaurada em seguida.
Embora não haja evidência direta de que a mais importante benfeitora de Eworth tenha sido a rainha Maria I, a maioria dos estudiosos aceitam atualmente que é esse o caso. Todos os seus retratos conhecidos de Maria I parecem ser variantes de um retrato na National Portrait Gallery que contém o monograma de Eworth e data de 1554 no canto superior esquerdo. Um segundo retrato, este na coleção da Sociedade de Antiquários de Londres, é também assinado e datado de 1554. Dois outros retratos mostram Maria em estilos mais avançados e considera-se que tenham sido pintados entre 1555 e a morte da rainha, em 1558. Na década seguinte, Eworth continuou a pintar retratos da aristocracia, incluindo casais como Thomas e Margaret Howard, duque e duquesa de Norfolk, e James Stewart e a Condessa de Moray.
Apesar das frequentes aparições do monograma "HE", a atribuição de trabalhos a Eworth e a identificação de seus modelos continuam em atividade. Uma pintura conhecida identificada por George Vertue em 1727 como a Frances Brandon e seu segundo marido Adrian Stokes foi agora corretamente identificada como Mary Nevill e seu filho Gregory Fiennes. A pintura alegórica Elizabeth I and the Three Goddesses (Isabel I e as Três Deusas) de 1569, com seu monograma ligeiramente diferente, tem sido atribuída por Roy Strong frequentemente ao "Monogramista HE" em 1969. e mais seguramente a Joris Hoefnagel em 1987; agora é aceito como um trabalho de Eworth. Os último trabalhos documentados de Eworth datam de 1570-1573
Como vários outros artistas da corte dos Tudors, Eworth também engajou-se em trabalhos decorativos. Ele envolveu-se no projeto de um ambiente para uma mascarada dada por Isabel I em honra de um embaixador francês em 1572. Históricos de pagamentos mostram que Eworth estava projetando para o Escritório das Festividades até 1573. Eworth provavelmente morreu em 1574.

## Galeria

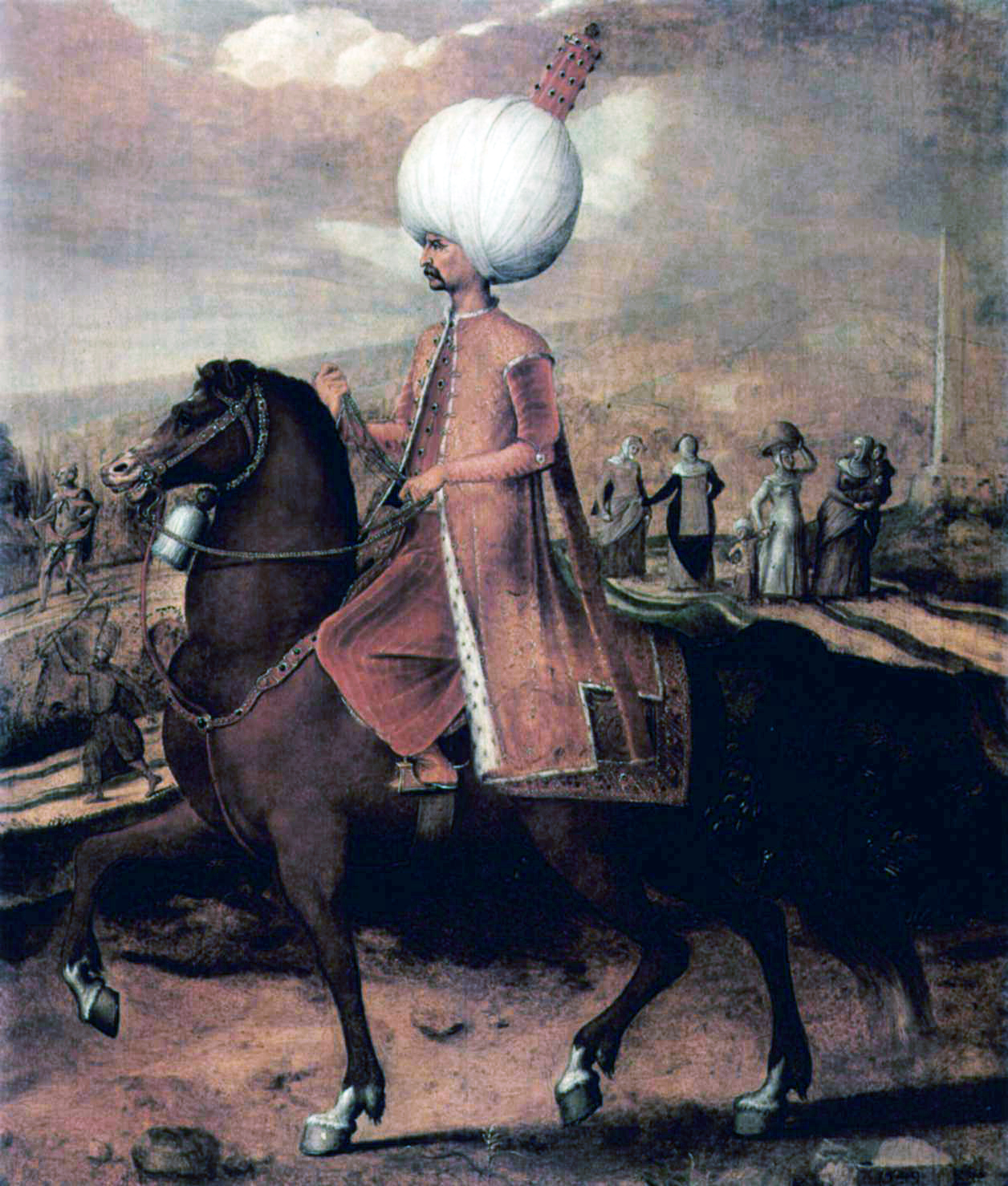
Solimão, o Magnífico
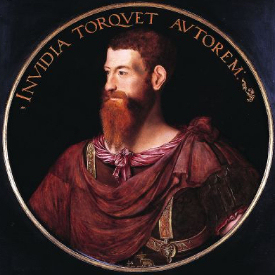
Henry FitzAlan, 12.º Conde de Arundel como Imperador Romano, 1550
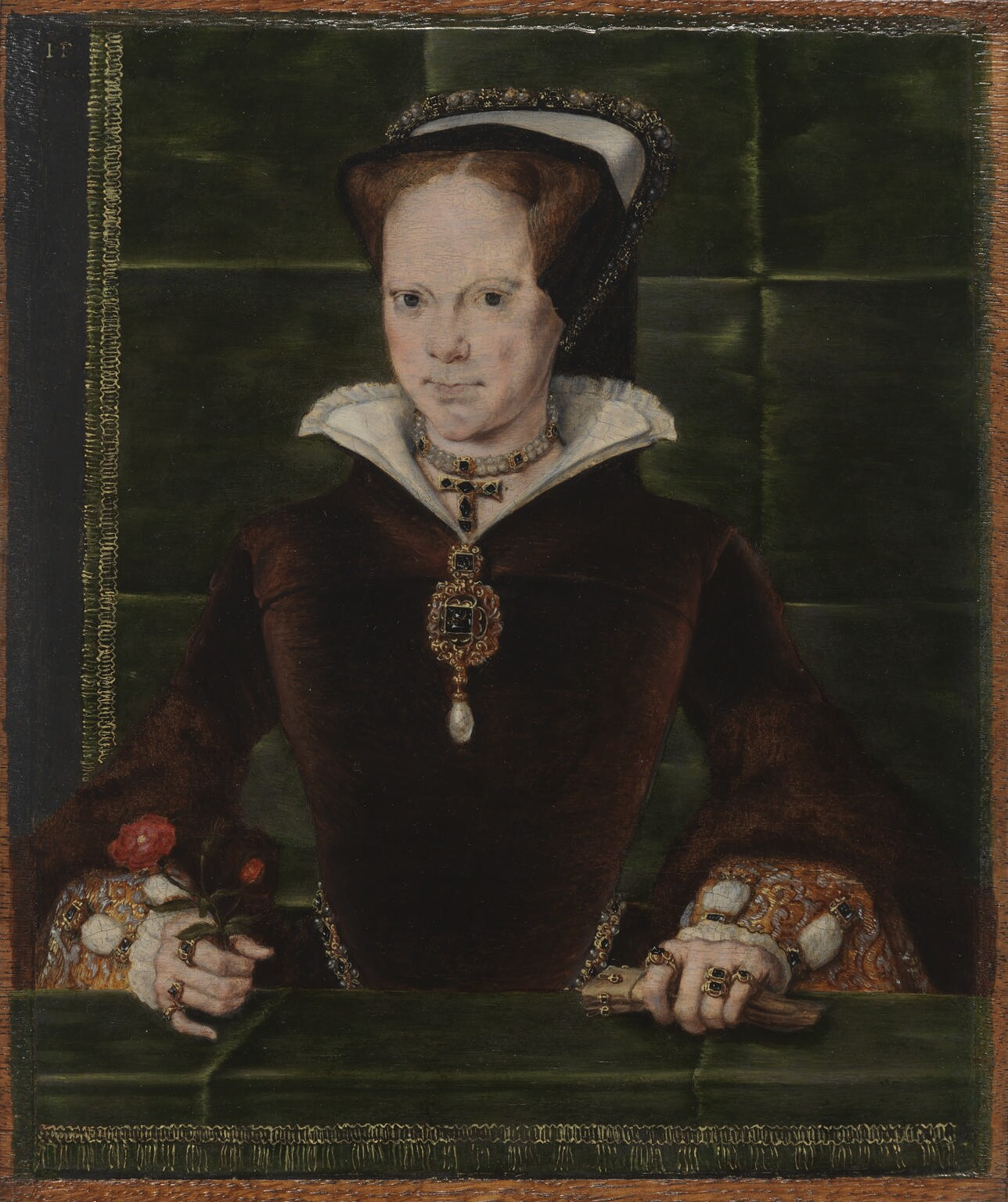
Maria I
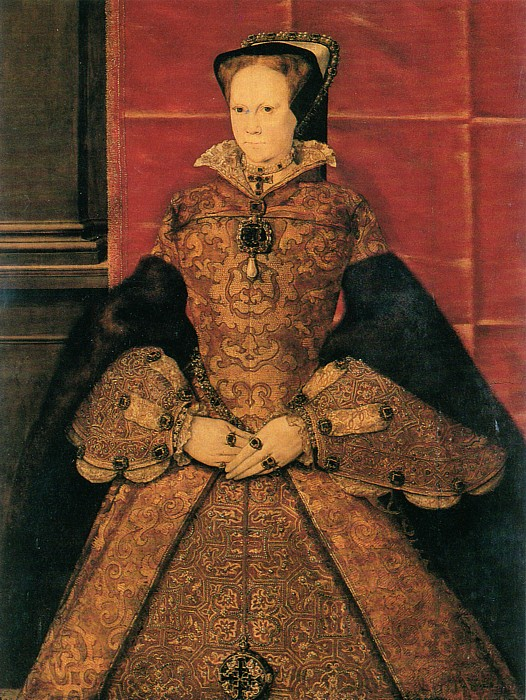
Mary I 1554
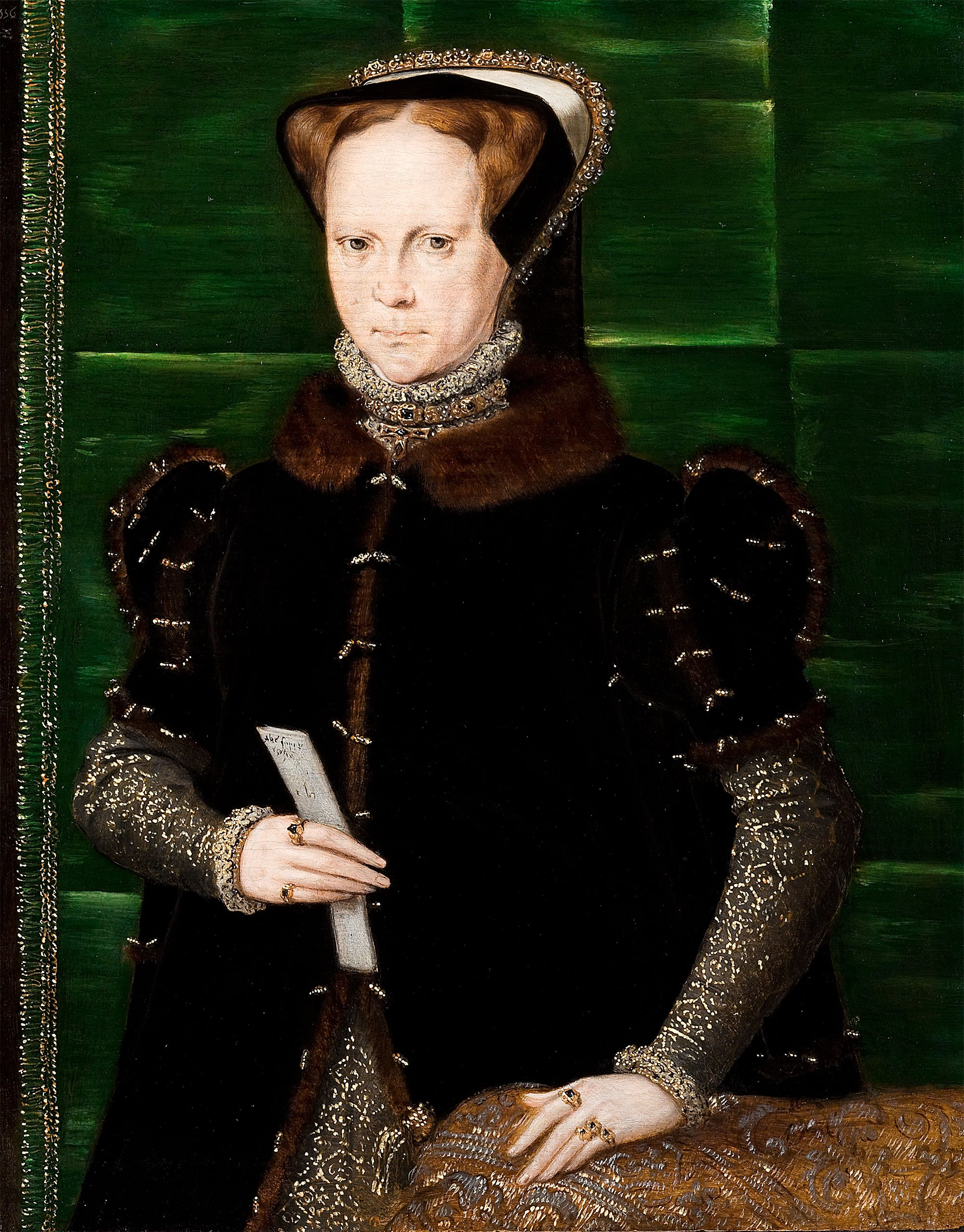
Mary I c. 1555–58
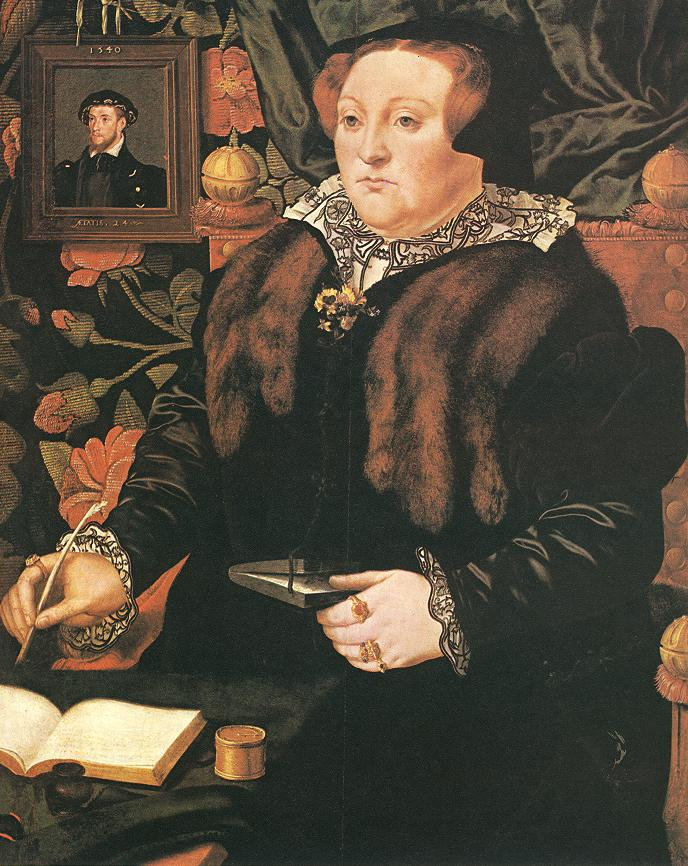
Retrato da Dama Dacre c. 1555–1558,
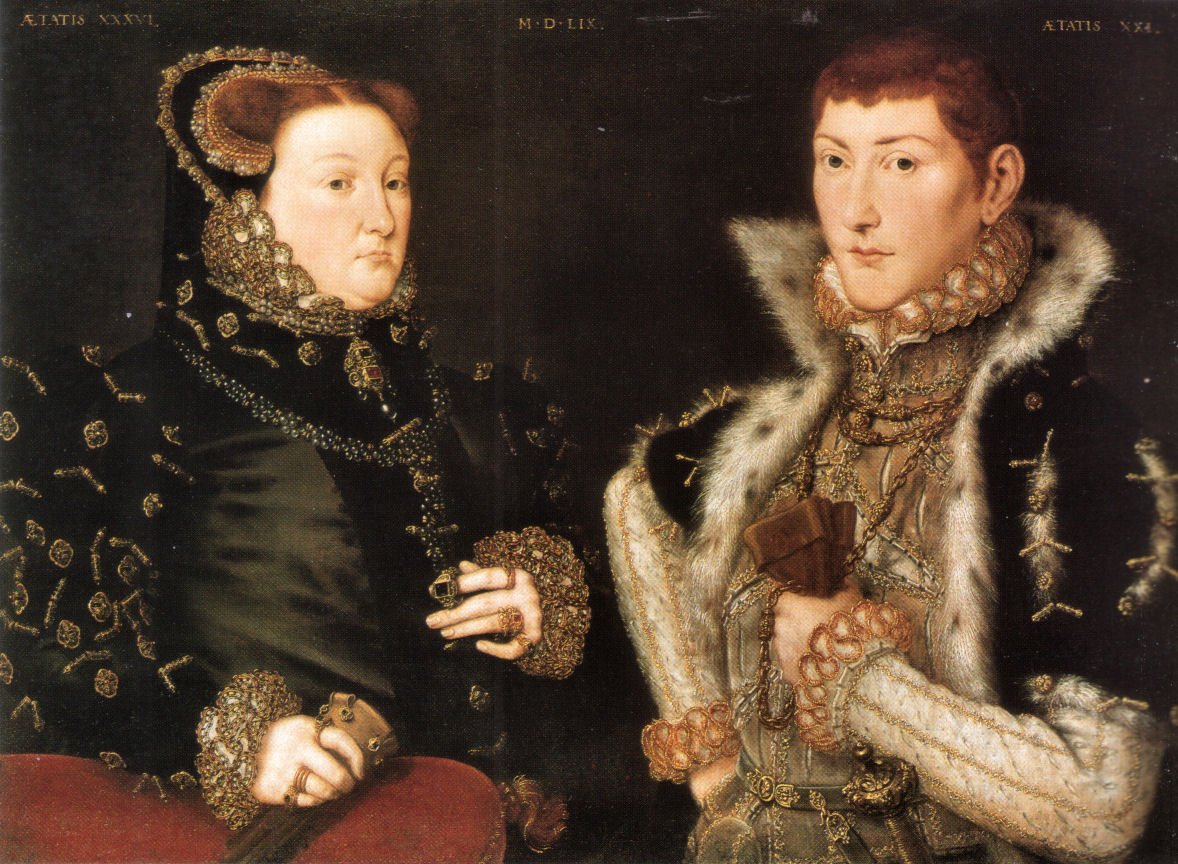
Mary Nevill e seu filho Gregory Fiennes, 1559
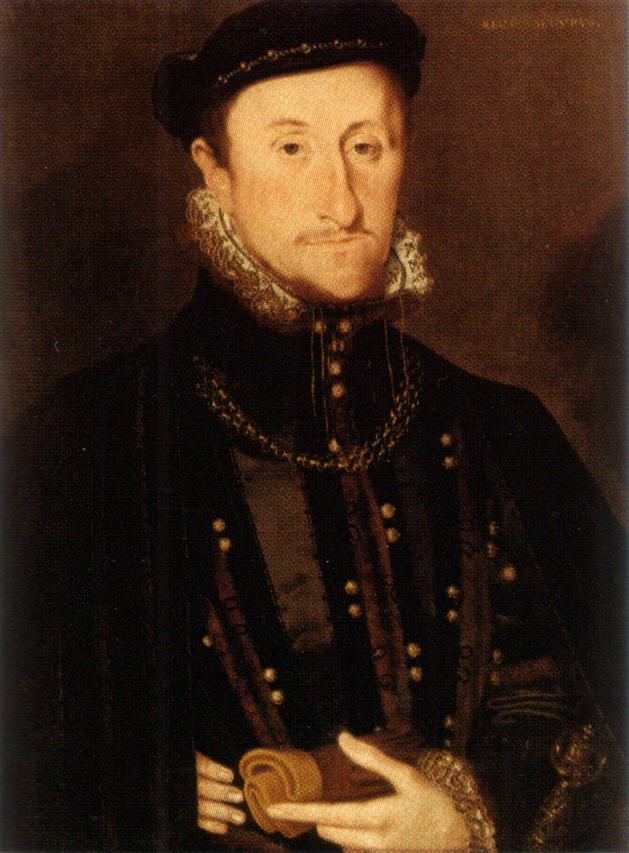
James Stewart, 1.º Conde de Moray, 1561
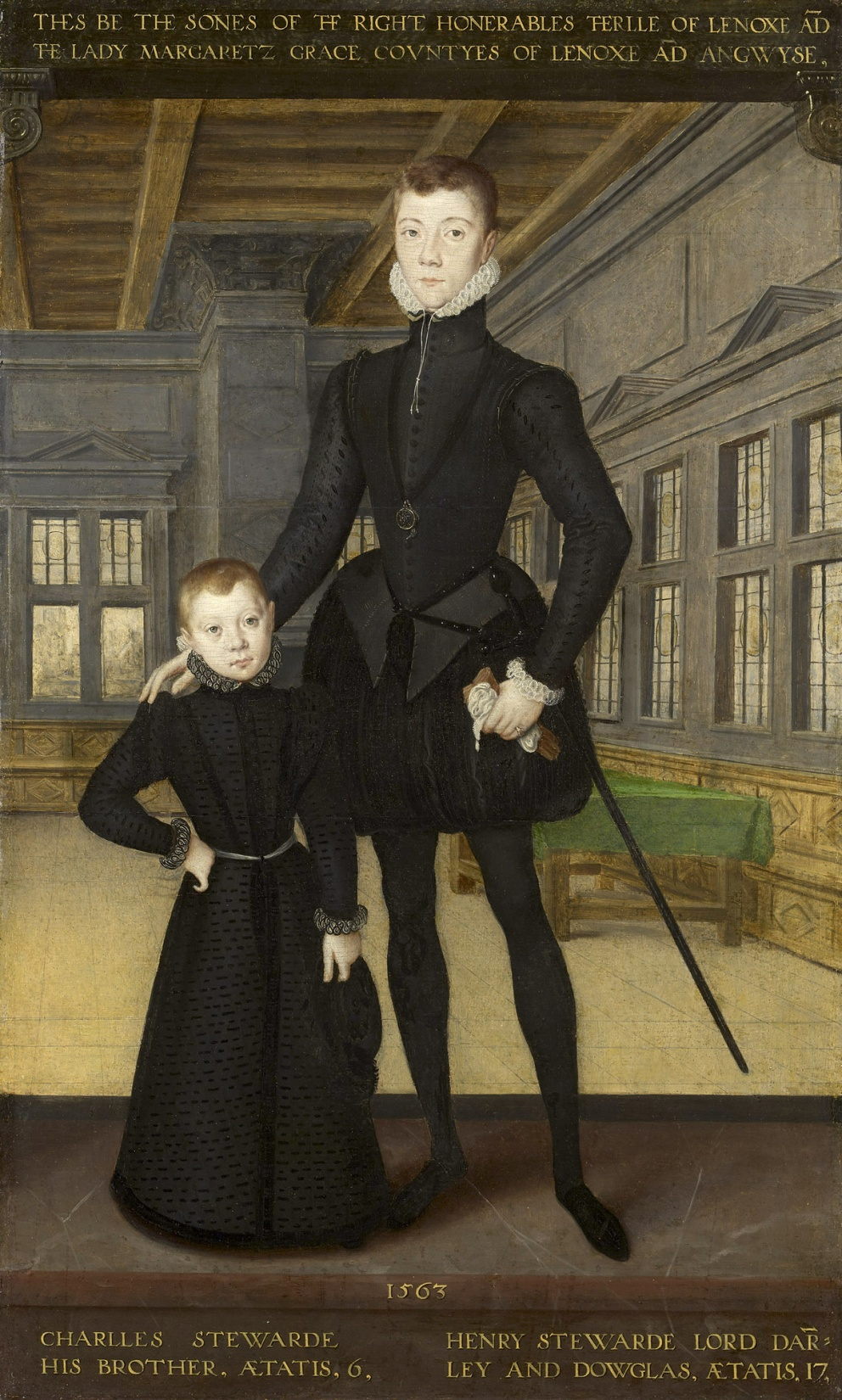
Henry Stuart, Lorde Darnley e Charles Stuart, 1563
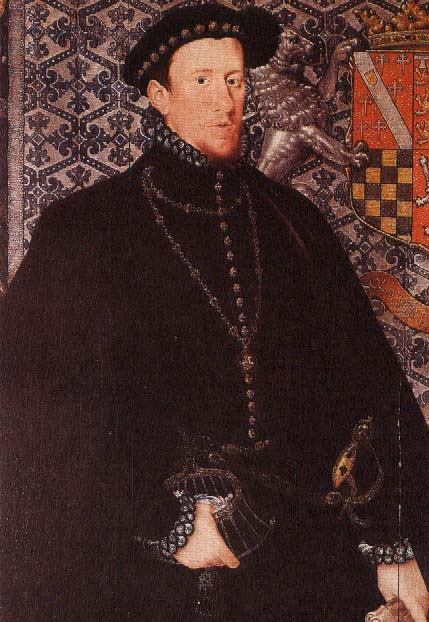
Thomas Howard, 4.º Duque de Norfolk, 1563
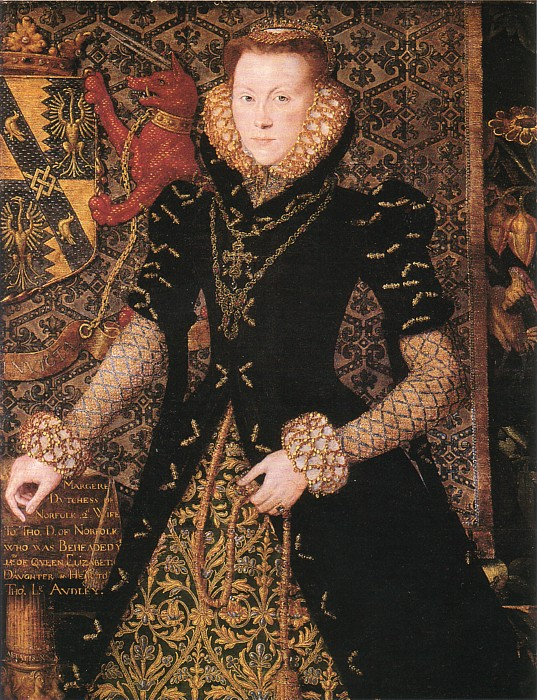
Margaret Howard, Duquesa de Norfolk, 1562
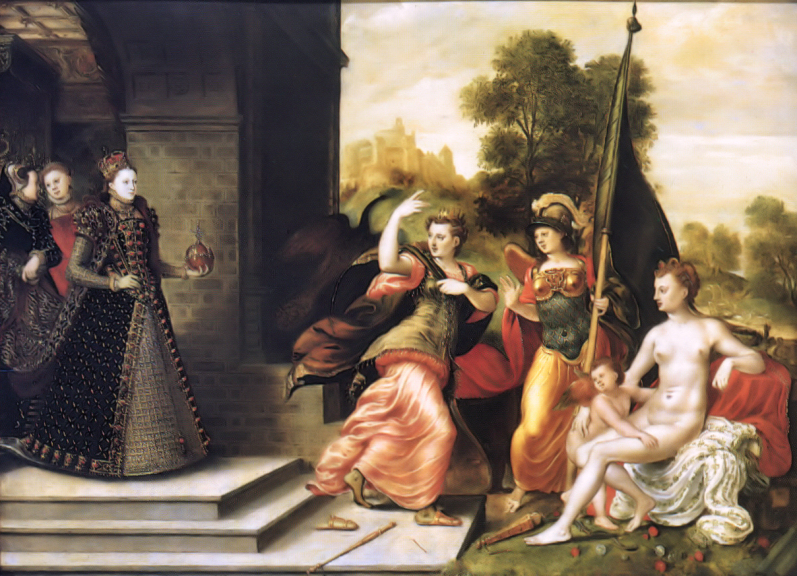
Elizabeth I e as Três Deusas, 1569
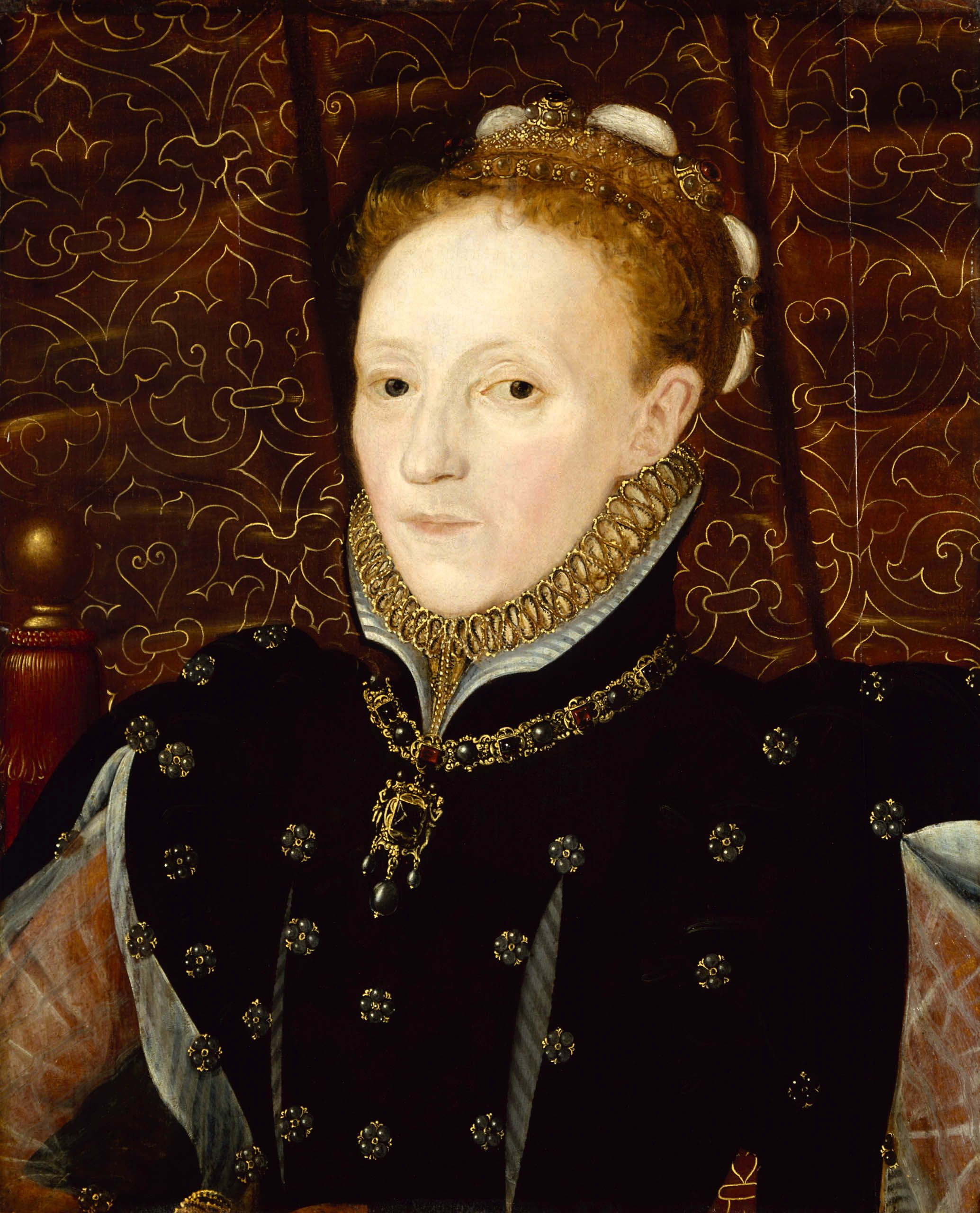
Elizabeth I c. 1570